# Østervangskolen
 For alternative betydninger, se Østervangsskolen.
Østervangskolen er en folkeskole i det sydlige Hadsten med 514 elever fordelt på 23 klasser, der blev åbnet i 1960 som en sammenlægning af skolerne i Lyngå og Over Hadsten.

## Historie
Allerede i 1937 blev det diskuteret i Vitten-Haldum-Hadsten Kommunes sogneråd, at der skulle bygges en ny og større skole. På daværende tidspunkt var Neder Hadsten endnu ikke vokset sammen med stationsbyen, samtidig med at de lå i hver deres kommune. Neder- og Over Hadsten mistede stille og roligt sin betydende rolle, i og med hovedbyen fra 1950 ikke længere hed Haldum med Hinnerup. Derfor blev forslaget om en centralskole i Hinnerup, der skulle dække hele kommunen taget mere alvorligt.
Der var dog nogle stærke lokale kræfter i Hadsten Sogn, der inderligt ikke ønskede denne centralskole skulle til Haldum – eller for den sags skyld Hinnerup. De foreslog et skoleforbund med sognerådet i Galten-Vissing Kommune. Dette blev afvist, og i 1956 åbnedes Haldum-Hinnerup-skolen. Til gengæld oprettedes der et skoleforbund mellem nabosognet Lyngå Sogn og Hadsten Sogn.
Den 22. august 1960 åbnedes dørene for den første forbundskole i det daværende Århus Amt efter blot 22 års forhandlinger. Det første år nåede elevtallet op på 175-180 elever.
Skolen blev udvidet med en B-fløj i 1975, og havde i 1977 et fuldt udbygget skolesystem fra 0.-10. klasse. Skolen blev sidste gang ombygget i 2000, hvor C-D-fløjen kom til.
Da Kernehuset brændte i 1988 fungerede skolen A-fløj i en periode som erstatning for plejehjemmet.

### Fodnoter
1. ↑  Til forskel fra skolen i Hinnerup var denne et forbund mellem to selvstændige sognekommuner.